# Константинос Кумас
Константинос Кумас (на гръцки: Κωνσταντίνος Κούμας) e виден деец на Гръцкото Просвещение.
Завършва във Виена. Заедно с Константинос Икономос преподава в училището в Смирна няколко години от 1809 г. Член е на Берлинската академия на науките.
След освобождението на Гърция заминава за Триест, където написва 12-томната „История на човешките дела“. През 1830 г. във Виена се издава втори том от „История на човешките дела“.
Насърчава в страната си изучаването на филология, философия, география и химия, не толкова чрез собствените трудове, колкото с многобройни преводи и адаптации.